# قانون الأسرة
قانون الأسرة هو أحد مجالات القانون المعني بالقضايا المرتبطة بالأسرة والعلاقات الأسرية.

## مواضيع قانون الأسرة
- الكتاب الأول : الزواج .
- القسم الأول : الخطبة و الزواج .
- الباب الثاني : الزواج .
- القسم الثاني : الأهلية و الولادة و الصداق .
- الباب الأول : الأهلية و الولاية في الزواج .
- الباب الثاني : الصداق .
- القسم الثالث : موانع الزواج .
- الباب الأول : الموانع المؤبدة .
- الباب الثاني : الموانع المؤقتة .
- القسم الرابع : الشروط الإرادية لعقد الزواج و آثارها .
- القسم الخامس : أنواع الزواج و أحكامها .
- الباب الأول : الزواج الصحيح و آثاره .
- الفرع الأول : الزوجان .
- الفرع الثاني : الأطفال .
- الفرع الثالث : الأقارب .
- الباب الثاني : الزواج غير الصحيح و آثاره .
- الفرع الأول : الزواج الباطل .
- الفرع الثاني : الزواج الفاسد .
- القسم السادس : الإجراءات الإدارية و الشكلية لإبرام عقد الزواج .
- الكتاب الثاني : انحلال ميثاق الزوجية و آثاره .
- القسم الأول : أحكام عامة .
- القسم الثاني : الوفاة و الفسخ .
- الباب الأول : الوفاة .
- الباب الثاني : الفسخ .
- القسم الثالث : الطلاق .
- القسم الرابع : التطليق .
- الباب الأول : التطليق بطلب أحد الزوجين بسبب الشقاق .
- الباب الثاني : التطليق لأسباب أخرى .
- الفرع الأول : الإخلال بشرط الزواج أو الضرر .
- الفرع الثاني : عدم الإنفاق .
- الفرع الثالث : الغيبة .
- الفرع الرابع : العيب .
- الفرع الخامس : الإيلاء و الهجر .
- الفرع السادس : دعاوى التطليق .
- القسم الخامس : الطلاق بالاتفاق أو بالخلع .
- الباب الأول : الطلاق بالاتفاق .
- الباب الثاني : الطلاق بالخلع .
- القسم السادس : أنواع الطلاق و التطليق .
- الباب الأول : التدابير المؤقتة .
- الباب الثاني : الطلاق الرجعي و الطلاق البائن .
- القسم السابع : آثار انحلال ميثاق الزوجية .
- الباب الأول : العدة .
- الفرع الأول : عدة الوفاة .
- الفرع الثاني : عدة الحامل .
- الباب الثاني : تداخل العدد .
- القسم الثامن : إجراءات و مضمون الإشهاد على الطلاق .
- الكتاب الثالث : الولادة و نتائجها .
- القسم الأول : البنوة و النسب .
- الباب الأول : البنوة .
- الباب الثاني : النسب ووسائل إثباته .
- القسم الثاني : الحضانة .
- الباب الأول : أحكام عامة .
- الباب الثاني : مستحقو الحضانة و ترتيبهم .
- الباب الثالث : شروط و استحقاق الحضانة و أسباب سقوطها
- الباب الرابع : زيارة المحضون .
- القسم الثالث : النفقة .
- الباب الأول : أحكام عامة .
- الباب الثاني : نفقة الزوجة .
- الباب الثالث : نفقة الأقارب .
- الفرع الأول : النفقة على الأولاد نفقة الأبوين .
- الفرع الثاني : نفقة الأبوين .
- الباب الرابع : الالتزام بالنفقة .
- الكتاب الرابع : الأهلية و النيابة الشرعية
- القسم الأول : الأهلية و أسباب الحجر و تصرفات المحجور .
- الباب الأول : الأهلية .
- الباب الثاني : أسباب الحجر و إجراءات إثباته .
- الفرع الأول : أسباب الحجر .
- الفرع الثاني : إجراءات إثبات الحجر و رفعه .
- الباب الثالث : تصرفات المحجور .
- الفرع الأول : تصرفات عديم الأهلية .
- الفرع الثاني : تصرفات ناقص الأهلية .
- القسم الثاني : النيابة الشرعية .
- الباب الأول : أحكام عامة .
- الباب الثاني : صلاحيات و مسؤوليات النائب الشرعي .
- الفرع الأول : الولي .
- الفرع الثاني : الوصي و المقدم .
- الباب الثالث : الرقابة القضائية .
- الكتاب الخامس : الوصية .
- القسم الأول : شروط الوصية و إجراءات تنفيذها .
- الباب الأول : الموصى
- الباب الثاني : الموصى له .
- الباب الثالث : الإيجاب و القبول .
- الباب الرابع : الموصى به .
- الباب الخامس : شكل الوصية .
- الباب السادس : تنفيذ الوصية .
- القسم الثاني : التنزيل .
- الكتاب السادس : الميراث .
- القسم الأول : أحكام عامة
- القسم الثاني : أسباب الإرث و شروطه و موانعه .
- القسم الثالث : طرائق الإرث .
- القسم الرابع : أصحاب الفروض .
- القسم الخامس : الإرث بطريق التعصب .
- القسم السادس : الحجب .
- القسم السابع : مسائل خاصة .
- القسم الثامن : وصية واجبة .
- القسم التاسع : تصفية التركة .
- القسم العاشر : تسليم التركة و قسمتها .

## كتابات أخرى
- Testimony of Barbara DaFoe Whitehead, Ph.D, Co-Director, National Marriage Project Rutgers University, before US Senate Subcommitee
- Wallerstein, Judith, Ph.D., "The Unexpected Legacy of Divorce", an analysis of the long-term effect of divorce on children; NPR interview (2001)
- R. Partain, "Comparative Family Law, Korean Family Law, and the Missing Definitions of Family", (2012) HongIk University Journal of Law, Vol. 13, No. 2.